# The Exies
The Exies — американський рок-гурт із Лос-Анджелеса, штат Каліфорнія, створений у 1997 році. Назва «The Exies» є скороченням від «The Existentialists» (укр. «Екзистенціалісти»). Два їхні релізи на лейблі Virgin Records, Inertia (2003) і Head for the Door (2004), були продані загальним накладом понад 400 000 копій.

## Історія
The Exies утворилися в 1997 році, коли співак і гітарист Скотт Стівенс запросив басиста Фредді Ерреру та барабанщика Тома Саллівана для створення нового гурту. Друг Стівенса Кріс Скейн грав на гітарі в ранньому втіленні The Exies, але пішов, посилаючись на інші пріоритети. Потім Скейна змінив гітарист Девід Волш.
Стівенс взяв назву «The Exies» із біографії Джона Леннона, заявивши на Rockline (11/9/2002), що це єдине пов’язане з «Бітлз» ім’я, яке залишилося незайнятим. Коли The Beatles гастролювали по Гамбурзі, Німеччина в 1960-х роках, вони зіткнулися з трьома різними соціальними групами серед дітей: модниками, рокерами та студентами-художниками (які називали себе «екзистенціалістами»). Джон Леннон ввів термін «the exies» для позначення студентів-художників.
Гурт випустив однойменний дебютний альбом у 2000 році на Ultimatum Records і багато гастролював. Під час гастролей вони привернули увагу продюсера, лауреата Греммі, Метта Серлетіка, який викупив контракт у їхнього інді-лейбла, на якому вони були.
Том Салліван і The Exies розійшлися у вересні 2000 року, і до гурту приєднався Денніс Вулф. Через кілька місяців одна з їхніх пісень була показана в мультсеріалі Gary & Mike. Більшість 2001 року та початок 2002 року були присвячені запису нового матеріалу. Гурт почав гастролювати в серпні 2002 року.

### Inertia
У 2002 році гурт підписав контракт з Virgin Records, а в січні 2003 року випустив другий альбом Inertia. Альбом отримав широке розповсюдження, а їхній перший сингл, «My Goddess», отримав чималу кількість ротацій на радіо і був представлений у грі для PlayStation 2, Splashdown: Rides Gone Wild. Пісня «Without» увійшла до саундтреку до EA Sports MVP Baseball 2003.
The Exies продовжили гастролі в 2003 році на підтримку Inertia, з піснею «My Goddess», яка була виконана на Late Show з Девідом Леттерманом і досягла 12 місця в чарті Modern Rock. Відео на пісню «My Goddess», зняте Діаною Мартел, увійшло в топ-10 хітів на MTV2.
Inertia — найуспішніший альбом The Exies, який досяг 115 місця в Billboard 200.

### Head for the Door
У червні 2004 року The Exies повернулися в студію з продюсером Ніком Раскулінечем. Третій альбом Head for the Door вийшов у грудні 2004 року. Перший сингл з альбому, «Ugly», був використаний в World Wrestling Entertainment як тематична пісня для платної трансляції події Survivor Series 2004 у листопаді 2004 року, і був показаний у рекламі телевізійної мережі Warner Bros. Пісня «Slow Drain» звучала у відеогрі NFL Street 2, яка вийшла на консолях Xbox і PlayStation 2. Гурт рекламував альбом, гравши на розігріві для Velvet Revolver під час свого першого концертного туру.
Разом із Sum 41 і Silvertide, The Exies підтримували Mötley Crüe у їх турі Carnival of Sins Tour.
Другий сингл із Head for the Door, «Hey You», є частиною відеогри для PlayStation 2, Guitar Hero, випущеної в 2005 році. Він також став частиною гри Guitar Hero II для Xbox 360, яку можна завантажити через Xbox Live, а також Guitar Hero: Smash Hits на різних консолях.
Пісня «What You Deserve» також була представлена в грі Juiced.
Пісня «Slow Drain» також звучала в іграх NFL Street 2 і версії Full Auto 2 для PlayStation 3.

### A Modern Way of Living with the Truth
Після повернення з туру з Mötley Crüe лейбл Virgin вирішив розірвати контракт з The Exies. Незабаром після цього Денніс Вулф і Девід Уолш покинули гурт, щоб зосередитись на інших цілях. Це залишило Стівенса та Ерреру на самоті, і вони вирішили возз’єднатися з колишнім гітаристом Крісом Скеном і почали писати пісні. 26 травня 2006 року гурт оголосив у своєму блозі, що вони повертаються до студії з продюсером Джеймсом Майклом для роботи над четвертим альбомом. Альбом A Modern Way of Living with the Truth вийшов 15 травня 2007 року на Eleven Seven Music, новому лейблі гурту.
Для просування альбому гурт гастролював з Buckcherry, Papa Roach і Hinder. За цим послідував тур з рок-гуртом Smile Empty Soul протягом літа 2007 року. Після цих виступів вони гастролювали з Drowning Pool в рамках туру This is for the Soldiers Tour. Гурт випустив п’ять пісень на MySpace та радіо з A Modern Way of Living with the Truth : «Different Than You», «Once in a Lifetime», «These Are the Days», «This Is the Sound» і «A Fear of Being Alone». 28 червня The Exies випустили кліп на пісню «God We Look Good (Going Down in Flames)», яка не входить до альбому.
У 2008 році The Exies перевипустили A Modern Way of Living with the Truth на iTunes із п’ятьма додатковими треками. До нього увійшла пісня «God We Look Good (Going Down in Flames)» разом з акустичними версіями «My Goddess», «Ugly», «Genius» і «Tired of You». Пісня «Lay Your Money Down» звучала у відеогрі WWE SmackDown! vs. Raw 2009.
У 2008 році в Інтернеті поширилися чутки про те, що Скотт Стівенс страждає на наркозалежність. Стівенс спростував чутки про зловживання наркотиками та пожартував над чутками під час інтерв'ю пресі. У червні The Exies завершили The Cage-Rattle Most Wanted Tour з ню-метал гуртом Nonpoint. У жовтні того ж року вони почали тур із TRUSTcompany.
У 2011 році Скотт Стівенс разом із Theory of a Deadman написав пісні для їх альбому The Truth Is... , Девідом Куком для альбому This Loud Morning і альбому The Strange Case Of... гурту Halestorm.
27 січня 2023 року The Exies першу пісню за п’ятнадцять років під назвою «Spirits High».

## Склад гурту
| Остаточний склад - Скотт Стівенс — вокал, ритм-гітара (1997–2010) - Фреді Герера — бас, бек-вокал (1997–2010) - Кріс Скейн — соло-гітара, бек-вокал (1997, 2006–2010) - Айзек Карпентер — барабани (2008–2010) | Колишні учасники - Том Салліван — барабани (1997–2001) - Девід Волш — соло-гітара, бек-вокал (1997–2006) - Деніс Вулф — ударні (2002–2006) - Хосс Райт — ударні (2007–2008) |

Шкала

## Дискографія
Студійні альбоми

| Рік  | Назва                                 | Лейбл              | Позиції в чартах |
| ---- | ------------------------------------- | ------------------ | ---------------- |
| 2000 | The Exies                             | Ultimatum Records  | -                |
| 2003 | Inertia                               | Virgin Records     | 115              |
| 2004 | Head for the Door                     | Virgin Records     | -                |
| 2007 | A Modern Way of Living with the Truth | Eleven Seven Music | -                |

Сингли
| Рік  | Назва                                     | Позиції в чартах | Позиції в чартах     | Альбом                                |
| Рік  | Назва                                     | U.S. Modern Rock | U.S. Mainstream Rock | Альбом                                |
| ---- | ----------------------------------------- | ---------------- | -------------------- | ------------------------------------- |
| 2000 | «Feeling Lo-Fi»                           | -                | -                    | The Exies                             |
| 2000 | «Baby's Got a New Revelation»             | -                | -                    | The Exies                             |
| 2002 | «My Goddess»                              | 26               | 20                   | Inertia                               |
| 2003 | «Kickout»                                 | -                | -                    | Inertia                               |
| 2004 | «Ugly»                                    | 13               | 11                   | Head for the Door                     |
| 2005 | «What You Deserve»                        | -                | 40                   | Head for the Door                     |
| 2005 | «Hey You»                                 | -                | -                    | Head for the Door                     |
| 2007 | «Different Than You»                      | -                | 27                   | A Modern Way of Living with the Truth |
| 2007 | «God We Look Good (Going Down in Flames)» | -                | -                    | A Modern Way of Living with the Truth |
| 2008 | «These Are the Days»                      | -                | -                    | A Modern Way of Living with the Truth |
| 2023 | «Spirits High»                            |                  |                      | Spirits High                          |

Музичні кліпи
- My Goddess
- Ugly
- Different than You
- Lay Your Money Down
- God We Look Good (Going Down in Flames)
- These Are the Days
- Once in a Lifetime